# 伊禮麻乃
伊禮 麻乃（いれい あさの、1985年4月23日 - ）は日本の歌手。

## 略歴
1985年、沖縄県北谷町に生まれる。幼いころから音楽に興味を持ち、10歳ころからピアノ曲を中心に曲を作りはじめ、中学校に入ってからは、野村流古典音楽琴師範である祖母の影響で琉球古典音楽を始める。
沖縄県立北谷高等学校在学中に古典音楽三味線優秀賞、古典音楽太鼓優秀賞を受賞する。さらに、高校1年の時に琉球古典音楽安冨祖流教師免許を最年少で取得した。高校1年の頃、ORANGE RANGEのRYOらとバンド「琉星」を結成し、伊禮はボーカルとして活動していた。現在「琉星」は活動を休止している。また、東北楽天ゴールデンイーグルスの伊志嶺忠も高校の同級生である。
2003年に沖縄国際大学総合文化学部に入学した。同年6月に『アダンの実』でデビュー。
2006年4月からFM沖縄で「伊禮麻乃のデリシャスオアシス」のパーソナリティーをしている。
2008年3月、沖縄国際大学を卒業。
2012年7月、2006年発売のアルバム『南国時流』以来、6年ぶりとなるCD『Home made music ～希望の彼方に見えるもの～』を発表。
2013年7月、アルバム『夢のつづき』を発表。
2014年7月、アルバム『南の風』を発表。
2015年8月、アルバム『みらい』を発表。

## ディスコグラフィー
※1.「麻乃」、　2.3.4.「伊禮麻乃」、　5.6.7.8.「麻乃 -asano-」名義
1. アダンの実（2003年6月19日発売）
2. life is melody（2004年9月22日発売）
3. 楽園（2005年10月5日発売）
4. 南国時流（2006年7月5日発売）
5. Home made music ～希望の彼方に見えるもの～（2012年7月7日発売）
6. 夢のつづき（2013年7月10日発売）
7. 南の風（2014年7月23日発売）
8. みらい（2015年8月5日発売）

『楽園』に収録されている「フェンス」は2006年4月からHTBのおにぎりあたためますかのエンディングテーマとなっている。
同じく「デリシャスオアシス」が、プロ野球・横浜ベイスターズの藤田一也選手がバッターボックスに立つときの登場曲であった。
『南国時流』に収録されている「Beautiful ENERGY」は、2006年2月に開催されたトリノオリンピック開催中に、日清オイリオのCMソングとなっている。